# Nierembergia scoparia
Nierembergia scoparia är en potatisväxtart som beskrevs av Sendt. Nierembergia scoparia ingår i släktet Nierembergia och familjen potatisväxter. Inga underarter finns listade i Catalogue of Life.

## Bildgalleri

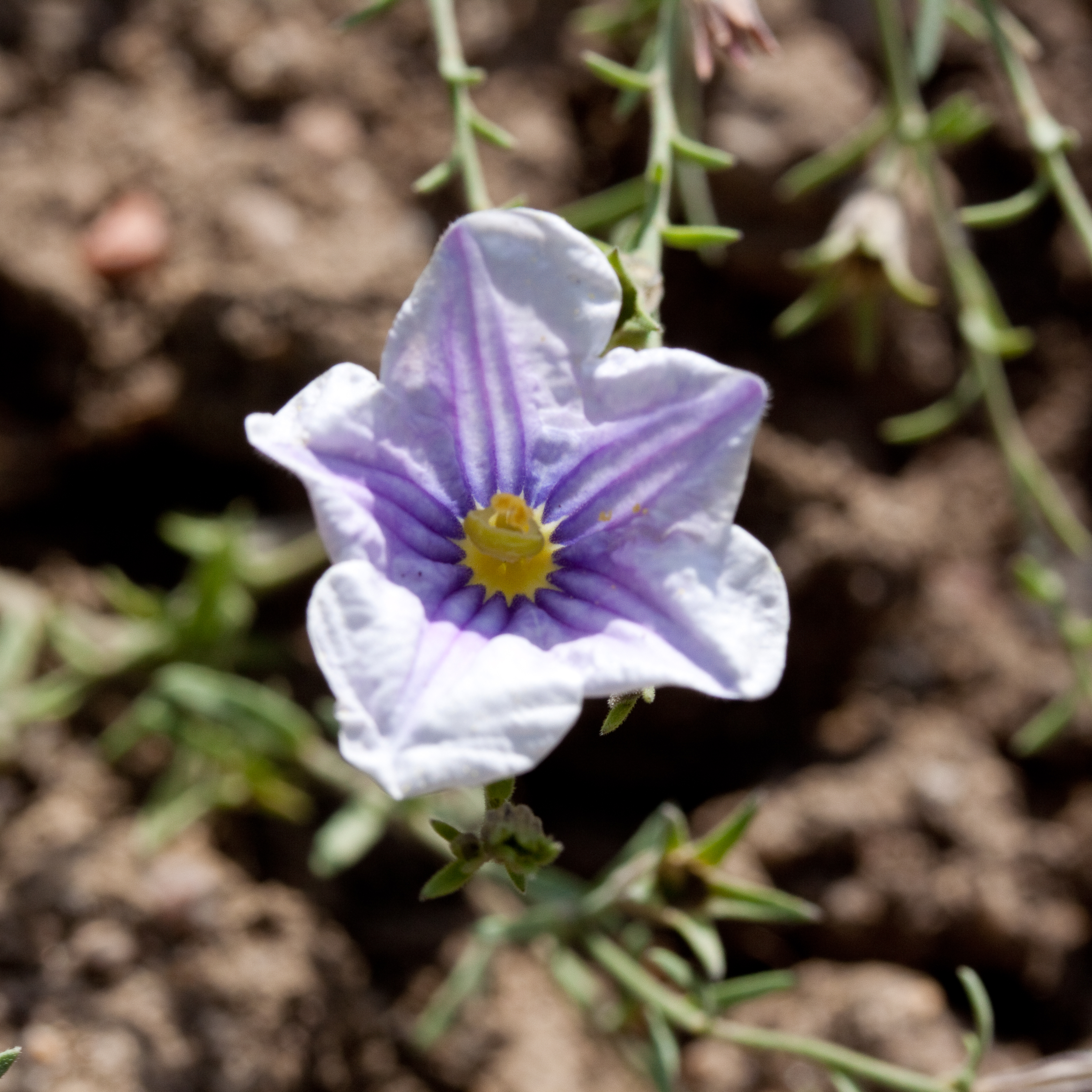
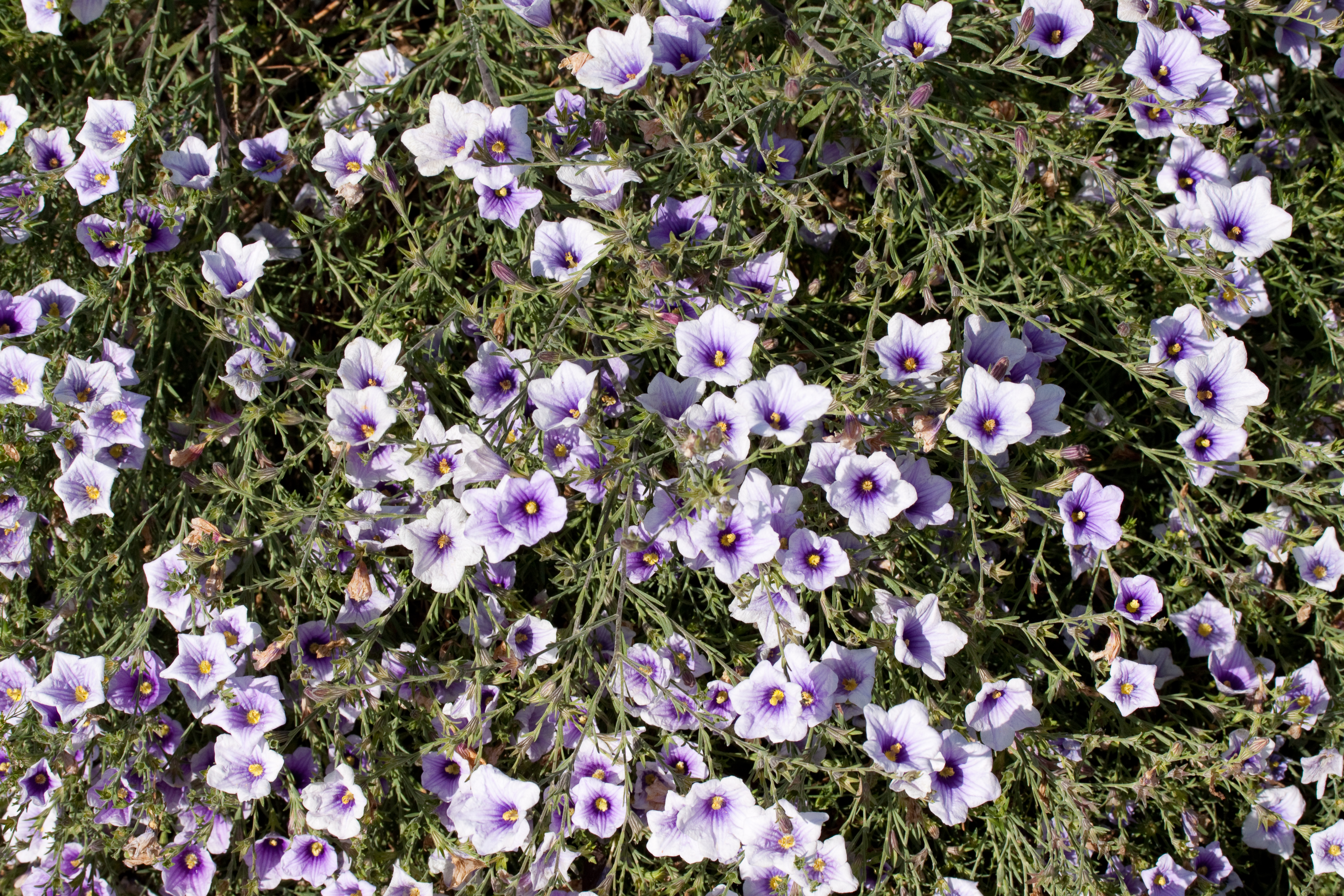
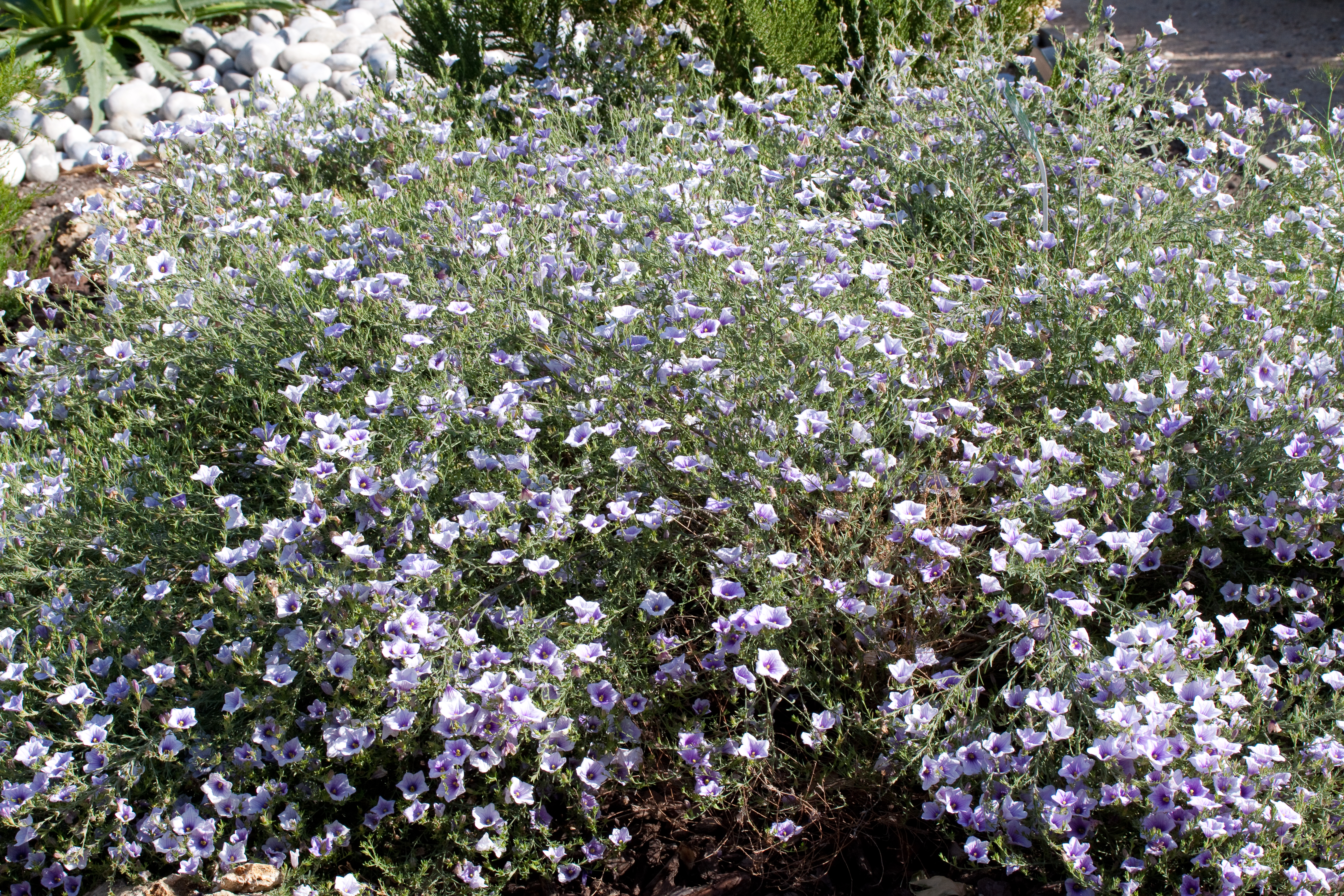
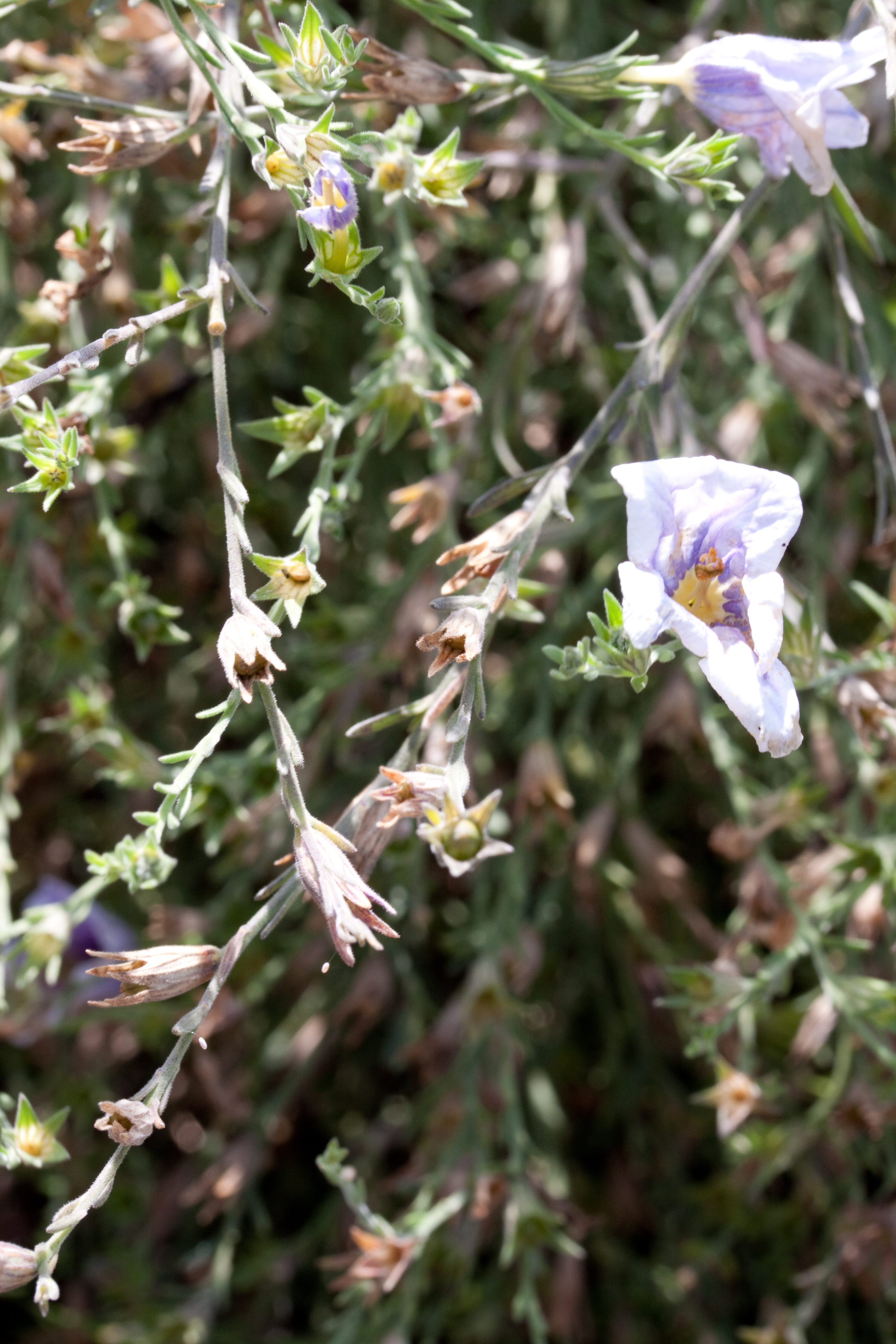